# BMI Film & TV Awards 1985
La 1ª edizione della cerimonia di premiazione dei BMI Film & TV Awards si è tenuta nel 1985.
L'unico premio della cerimonia venne assegnato all'autore della colonna sonora del film Ma guarda un po' 'sti americani.

## Premi
- BMI Film Music Award: Charles Fox - Ma guarda un po' 'sti americani (European Vacation)